# Wiktor Czarnecki
Wiktor Jan Czarnecki herbu Prus III (ur. 15 października 1850 w Rakoniewicach  – zm. 15 października 1916 w Gogolewie) – hrabia, 3. z kolei ordynat na Gogolewie, prawnik, historyk. 

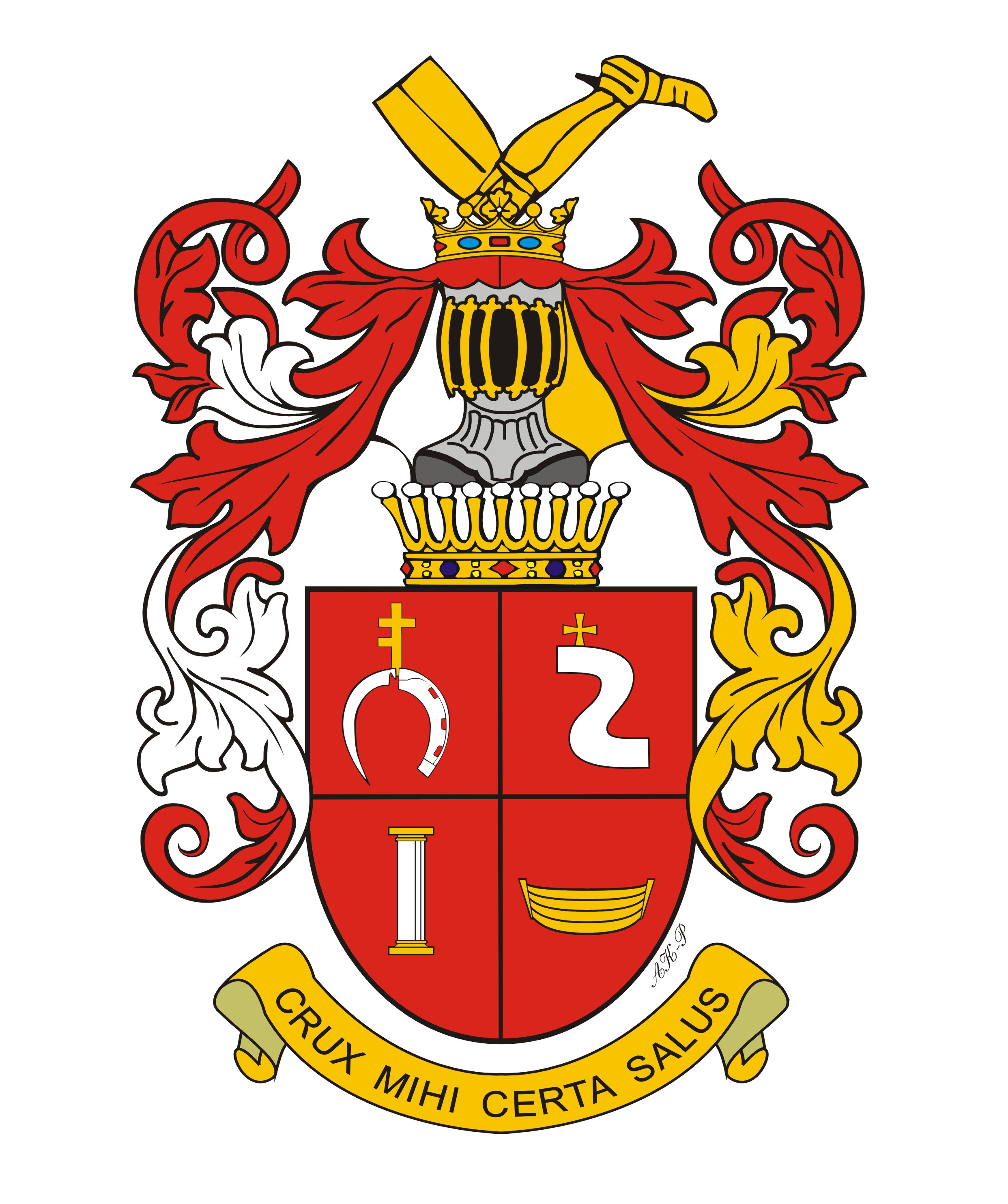
Herb hrabiowski Czarneckich, wersja czteropolowa

## Zarys biografii
Był synem Zygmunta, (1823 – 1908) ziemianina wielkopolskiego, znanego kolekcjonera, i Marii z Giżyckich h. Gozdawa (1827 – 1914). Pierwsze nauki pobierał w rodzinnym Gogolewie, maturę zdał w Gimnazjum Francuskim w Berlinie. Początkowo zamierzał się poświęcić karierze w sądownictwie i podjął studia prawnicze w Bonn, Heidelbergu i Wrocławiu, gdzie uzyskał doktorat i odbył praktykę referendarza, wkrótce jednak zmienił zainteresowania i zwrócił się w kierunku chemii, którą zaczął studiować w Lipsku, po czym zajął się rolnictwem, uczęszczając do Akademii Rolniczej w Halle.
W roku 1876 ojciec przekazał mu część majątków rodzinnych z Gogolewem na czele, przenosząc się z czasem do nabytej wkrótce potem Dobrzycy koło Pleszewa i budując nowy pałac w Rusku k.Jarocina, gdzie zgromadził swe zbiory. Wiktor Czarnecki zasłynął wkrótce jako wzorowy gospodarz: wprowadził wiele innowacji, jak stosowanie nawozów sztucznych i drenaż pól. Był także hojnym ofiarodawcą na cele społeczne - dzięki jego donacji w wysokości 50.000 marek odbudowano strawiony pożarem kościół katolicki w Nieparcie, jednym z majątków należących do ordynacji Gogolewo.
Czarnecki pracował także naukowo w dziedzinie prehistorii i opublikował parę prac w językach niemieckim, angielskim i polskim (m.in. O społeczeństwie Wanów i ich bogini Wandzie, The Mother of the Gods).
W 1876 poślubił Eufrozynę z hr. Sobańskich h. Junosza (1852 – 1918) i miał z nią trzech synów, Stanisława, Marcelego i Edwarda oraz córkę Marię, która wyszła za hr. Romana Bnińskiego h. Łodzia. Stanisław (1877 – 1942) stał się w związku z wywłaszczeniami III Rzeszy w 1939 i PRL w 1945 ostatnim ordynatem de facto na Gogolewie. Ostatnim ze starszej linii potomków Wiktora Czarneckiego był syn Stanisława Roman (1920 – 2002), który nie miał synów. Potomkowie jego stryja Marcelego żyją od 1947 w Szwecji (wnuk Wiktora Juliusz, jego synowie i wnuki), stryj Edward (zm. 1940) był bezdzietny.